# Michel Legrand
Pour les articles homonymes, voir Michel Legrand (homonymie), Legrand et Big Mike (homonymie).
Michel Legrand, né le 24 février 1932 à Paris 20e, et mort le 26 janvier 2019 à Neuilly-sur-Seine, est un musicien, compositeur, pianiste de jazz, chanteur et arrangeur français naturalisé américain. Sa carrière de compositeur pour le cinéma lui a valu de remporter trois Oscars.

## Biographie

### Jeunesse et formation
Michel-Jean Legrand naît à Paris dans le quartier de Ménilmontant. Ses parents, le compositeur Raymond Legrand (1908-1974) et Marcelle Der Mikaëlian (1909-1978) (sœur du chef d'orchestre Jacques Hélian, d'origine arménienne) divorcent quand il a trois ans. Il a une sœur aînée, Christiane Legrand.
Michel Legrand étudie le piano et l'écriture au Conservatoire national de musique à Paris de 1942 à 1949, dans les classes de Lucette Descaves, Henri Challan et Nadia Boulanger notamment, et où il remporte plusieurs premiers prix. Il se prend de passion pour le jazz après avoir assisté en 1947 à un concert de Dizzy Gillespie avec lequel il collaborera quelques années plus tard, écrivant en 1952 les arrangements pour l'orchestre à cordes qui accompagne le trompettiste dans ses concerts européens.
Sans être crédité aux génériques, il fait ses premiers pas pour des musiques de films auprès de son père, pour lequel il écrit des orchestrations et arrangements, quand ce ne sont pas des chansons complètes.

### Arrangeur et jazzman

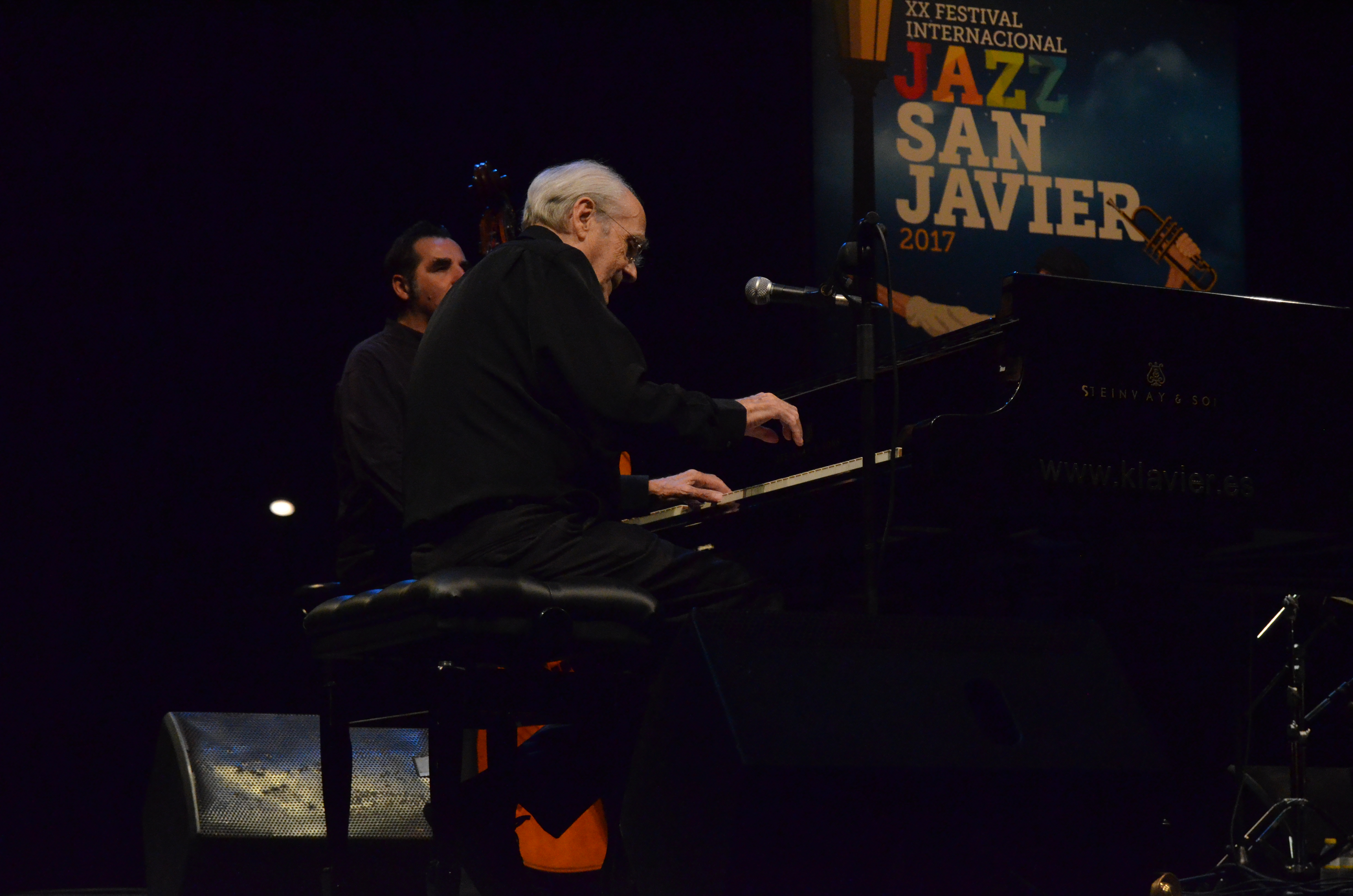
Michel Legrand au XXe festival international de jazz de San Javier (2017).

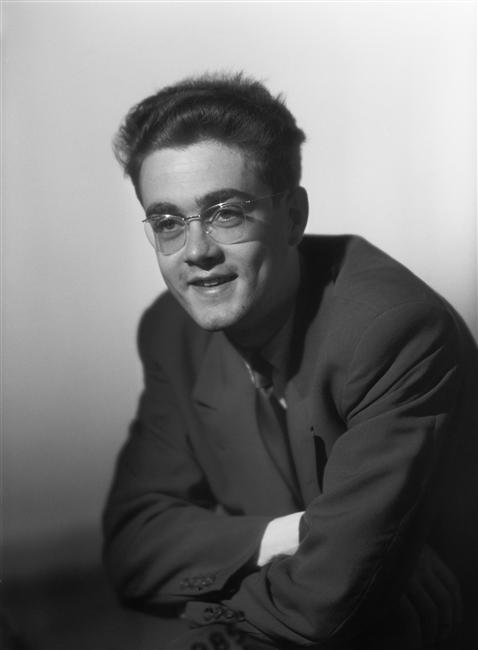
Michel Legrand en 1953, Studio Harcourt.

Praticien d'une douzaine d'instruments, il écrit en 1951 des arrangements pour l'orchestre de son père qui l'introduit dans l’univers de la chanson de variété. Il commence ainsi une carrière d’accompagnateur et d'arrangeur avec Jacques Canetti au théâtre des Trois Baudets, dans les tournées et pour la maison de disques Philips. Il met son talent d'arrangeur au service de Jacqueline François, Henri Salvador, Catherine Sauvage (pour l'album Léo Ferré), Jacques Brel. Le piano de ses débuts est actuellement chez Françoise, la fille de Jacques Canetti.[réf. nécessaire]
En 1954, à la demande de la firme américaine Columbia et grâce à Jacques Canetti producteur musical chez Philips qui a passé un accord avec cette firme, il offre des relectures jazzy de rengaines françaises. L'album I Love Paris est un énorme succès (8 millions d'exemplaires écoulés) ; la reconnaissance de Legrand se fait internationale.
En 1956, Jacques Canetti le présente à Maurice Chevalier qui l'engage comme directeur musical de son spectacle à l'Alhambra.
En 1957, il est invité au Festival mondial de la jeunesse de Moscou et Zizi Jeanmaire lui confie la direction musicale de son spectacle.
En 1958, pour Legrand Jazz, il enregistre à New York avec Miles Davis, John Coltrane et Bill Evans, devenant l'un des premiers Européens à travailler avec les maîtres du jazz moderne.
En 1966, il a fait les arrangements de la chanson internationale C'est si bon d'Henri Betti et André Hornez pour l’album de Barbra Streisand Color Me Barbra. À noter qu'en 1948, son père Raymond Legrand a dirigé l’orchestre pour l’enregistrement de cette chanson par les sœurs Étienne.
Influencé par Stan Kenton, il mène une brève carrière de jazzman comme leader : Holiday in Rome en 1955, Michel Legrand Plays Cole Porter en 1957, Legrand in Rio en 1958.
Certaines compositions de Michel Legrand, telles La Valse des Lilas (en anglais : Once upon a summer time, Chet Baker, Bill Evans), la Chanson de Maxence (You must believe in spring), What are you doing the rest of your life le thème principal du film The Happy Ending ou encore le thème principal de la bande originale du film Un été 42 (The summer knows), sont devenues des standards de jazz.

### Compositeur pour le cinéma

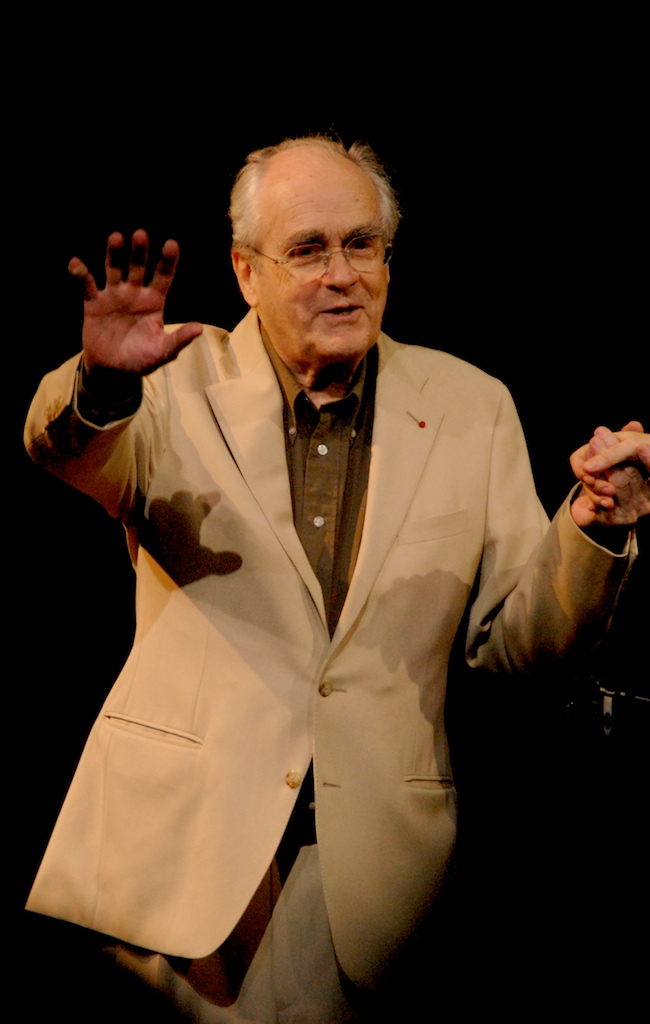
Michel Legrand en 2008.

L'émergence de la Nouvelle Vague au tournant des années 1960 va ancrer définitivement Michel Legrand dans le monde de la musique de film. Il travaille pour Agnès Varda (Cléo de 5 à 7 en 1962), Jean-Luc Godard (Une femme est une femme en 1961, Vivre sa vie en 1962 et Bande à part en 1964) et surtout Jacques Demy (Lola en 1961, Les Parapluies de Cherbourg en 1964, Les Demoiselles de Rochefort en 1967 et Peau d'âne en 1970) avec qui il invente la comédie musicale à la française. Les Parapluies de Cherbourg est ainsi un film chanté en continu où tous les dialogues sont inspirés par la musique, ce qui était novateur à l'époque.
En 1966, après avoir été nommé aux Oscars pour son travail sur Les Parapluies de Cherbourg, il décide d'aller tenter sa chance à Hollywood et s'installe à Los Angeles. Ses amitiés avec Quincy Jones et Henry Mancini l'aident grandement à se faire une place dans ce milieu hautement concurrentiel et lui permettent de rencontrer les paroliers Alan et Marilyn Bergman.
En 1968, le réalisateur Norman Jewison l'est appelle à la rescousse : il n'arrive pas à monter son dernier film tout en ayant déjà 5 heures d'images tournées. Michel Legrand propose alors de composer seul, sans contrainte et en n'ayant vu le film qu'une seule fois, une heure et demie de musique originale, pour que le réalisateur puisse ensuite monter son film en se calant sur cette musique. Le procédé est inédit, car d'habitude à Hollywood la musique de film est créée et ajoutée le tournage et le montage du film. Le résultat est novateur pour l'époque : le film L'Affaire Thomas Crown dans lequel les plans suivent le rythme de la bande originale. Le film et sa musique sont un succès, et la chanson phare de la bande originale, The Windmills of Your Mind (Les Moulins de mon cœur) vaut à Michel Legrand de recevoir l'Oscar de la meilleure chanson originale l'année suivante. Les Moulins de mon cœur est repris ensuite par des chanteurs de variétés comme Marcel Amont et Claude François.
Deux ans plus tard, il reçoit l'Oscar de la meilleure musique de film pour Un été 42 de Robert Mulligan (1971) dont la chanson-thème The Summer Knows par Barbra Streisand rencontre le succès. Entre 1971 et 1975, nommé vingt-sept fois aux Grammy Awards, il en remporte cinq. Il décroche un troisième Oscar pour Yentl de Barbra Streisand en 1983. La même année, il compose la bande sonore de Jamais plus jamais d'Irvin Kershner, ultime James Bond avec Sean Connery dont la chanson-titre est écrite par Alan et Marilyn Bergman.
Ses deux dernières compositions pour le cinéma ont été pour des films de Xavier Beauvois : La Rançon de la gloire avec Benoît Poelvoorde et Roschdy Zem (2015) puis Les Gardiennes avec Nathalie Baye et Laura Smet (2017).
Il a composé en tout plus de deux cents musiques pour le cinéma et la télévision.

### Compositeur, arrangeur, et interprète pour la chanson
Michel Legrand a enregistré avec différentes vedettes de la chanson dans des genres variés : Aretha Franklin, Celine Dion, Michael Jackson, Miles Davis, Louis Armstrong, Catherine Sauvage, Henri Salvador, Charles Aznavour, Zizi Jeanmaire, Frank Sinatra, Sarah Vaughan, Jack Jones, Tereza Kesovija, Ella Fitzgerald, Jessye Norman, Perry Como, Lena Horne, Kiri Te Kanawa, James Ingram, Johnny Mathis, Barbra Streisand, Caterina Valente, Frankie Laine, Nana Mouskouri, Frida Boccara, Danielle Licari, Raymond Devos, Stéphane Grappelli, Mireille Mathieu, Claude Nougaro, Mario Pelchat, Nicolas Folmer et plus récemment avec Natalie Dessay et Vincent Niclo.
En 1962, il convainc Jacques Canetti de signer, chez Philips, avec Claude Nougaro, alors quasi inconnu, dont il réalise et compose la musique du second album, Le Cinéma, celui de la reconnaissance (Le Cinéma, Les Don Juan, Le Rouge et le noir, Tout feu tout femme...), et dont il assure les orchestrations (également sur Le Jazz et la Java et Une petite fille).

### Musique classique
Michel Legrand est également auteur de deux opéras et ballets ainsi que de deux concertos.
En tant que pianiste soliste, il s'est produit avec de nombreux orchestres à travers le monde, notamment ceux de Saint-Pétersbourg, Vancouver, Montréal, Atlanta et Denver.
En 1994, il sortit son enregistrement du Requiem de Gabriel Fauré et de celui de Maurice Duruflé, auprès du label Teldec Classics.

### Chanteur
À partir de 1964, Michel Legrand prend la décision d'interpréter lui-même les chansons qu'il compose. Il travaille et se construit un répertoire avec deux auteurs Eddy Marnay et Jean Dréjac. Pour son album Attendre… sorti en 1980, il est interprète, auteur et compositeur.
En 1978, en pleine vague disco, Michel Legrand publie le morceau Disco Magic Concorde sorte de medley de certaines de ses compositions, on y retrouve par exemple The Windmills of Your Mind ou encore la musique du film Un été 42. Longtemps oubliée, l'œuvre fut reprise par L'Impératrice en 2017 dans une version instrumentale remixée.
En 2009, Michel Legrand enregistre un album de ses grandes chansons avec le chanteur canadien Mario Pelchat, l’album comprend notamment un duo de Michel Legrand et Mario Pelchat (Elle a elle a pas) ainsi qu’un autre duo (How do You Keep the Music Playing) avec Mario Pelchat et Dionne Warwick ; l’album reçoit en 2010 le Félix de l’album jazz de l’année au gala de l’ADISQ au Québec. Ils partent ensuite en tournée qui les mènera dans les grandes villes du Québec ainsi qu’à Toronto mais également à Boston, New York, Washington et Las Vegas puis en France (Paris) et en Russie (Moscou et Saint-Petersbourg). Cette collaboration marque les cinquante ans de carrière de Michel Legrand.

### Vie privée

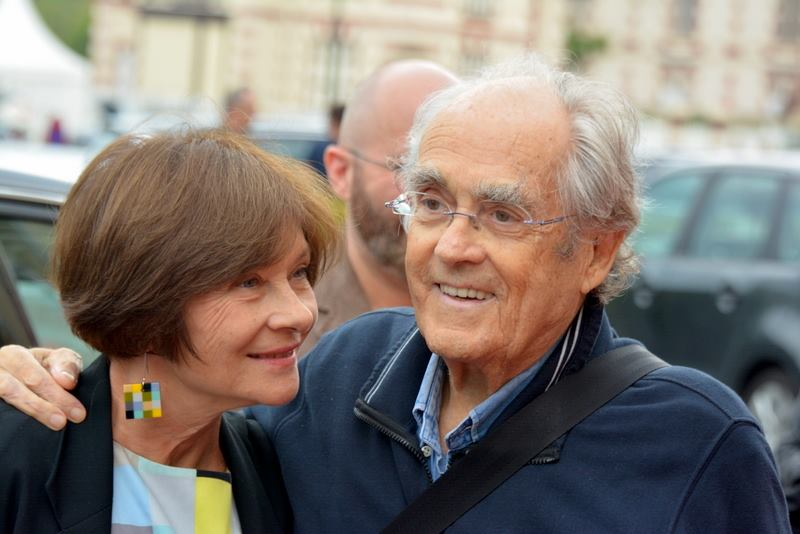
Michel Legrand en 2015 au festival du film de Cabourg, avec son épouse Macha Méril.

Michel Legrand a été marié à Christine Bouchard, mannequin, puis à Isabelle Rondon (de 1994 à 2007).
En 2013, il se sépare de la harpiste Catherine Michel.
Le 16 septembre 2014, il épouse à la mairie de Monaco la comédienne Macha Méril, avec laquelle il avait déjà eu une liaison quarante ans auparavant, liaison que Macha Méril qualifie de purement platonique,. La cérémonie religieuse a lieu le lendemain à Monaco, lors d'une cérémonie orthodoxe.
Il est le père de Dominique Rageys (née en 1952), fondatrice avec son mari Jean-François du rallye « Maroc Classic », d'Hervé Legrand (né en 1959), pianiste et compositeur, de Benjamin Legrand (né en 1962), chanteur, et d'Eugénie Angot (née en 1970), cavalière de niveau international.
Sa sœur aînée, la chanteuse Christiane Legrand (1930-2011), a été successivement membre de groupes de jazz vocal tels que les Blue Stars, Les Double Six et les Swingle Singers. Il est le demi-frère de l'écrivain Benjamin Legrand et du peintre Olivier Legrand. Il est l'oncle de Victoria Legrand, chanteuse du groupe Beach House et du vidéaste Alistair Legrand (enfants d'Olivier Legrand).
Naturalisé américain vers la fin de sa vie, il renonce volontairement en 2011 à la nationalité française en demandant sa libération des liens d’allégeance à l'égard de la France,.

### Mort

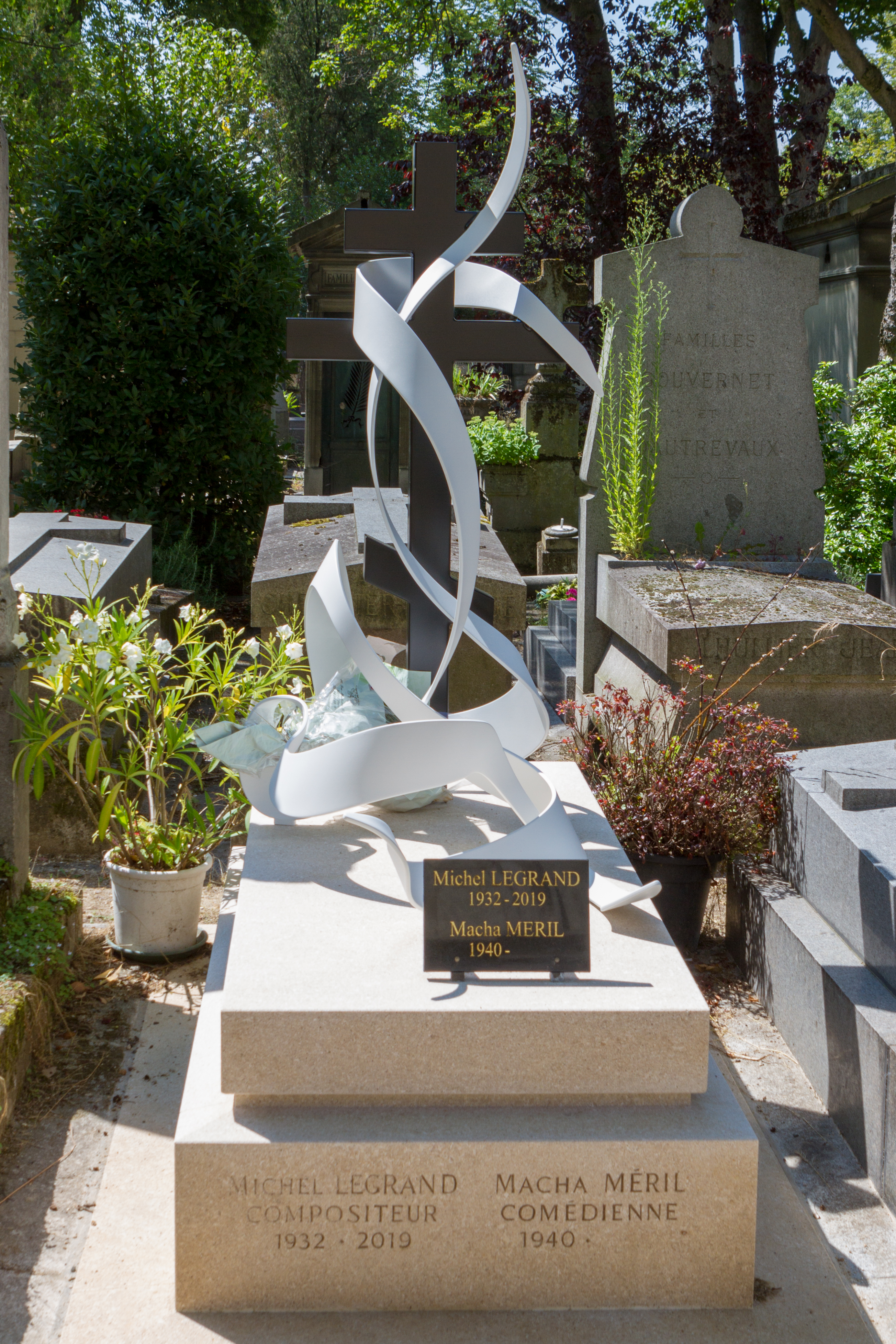
Tombe de Michel Legrand au cimetière du Père-Lachaise (division 44).

Michel Legrand meurt de septicémie, dans la nuit du 25 au 26 janvier 2019, à l'hôpital américain de Neuilly-sur-Seine, où il était hospitalisé depuis deux semaines pour une infection pulmonaire.
Ses funérailles sont célébrées à Paris en la cathédrale Saint-Alexandre-Nevsky le 1er février. Il est inhumé au cimetière du Père-Lachaise (division 44, avenue transversale no 2), près de Francis Lemarque, Yves Montand, Simone Signoret, Jacques Perrin et Gaspard Ulliel, et non loin de Jacques Canetti, qu'il a bien connus. Sa tombe est ornée d'une croix orthodoxe, et le nom de sa dernière épouse est déjà inscrit sur la pierre tombale.

## Filmographie

### Cinéma

#### Années 1950
- 1953 : Beau fixe (court-métrage)
- 1955 : Visages de Paris, court métrage de François Reichenbach
- 1955 : Les Amants du Tage d'Henri Verneuil
- 1957 : Charmants Garçons d'Henri Decoin
- 1957 : Le Triporteur de Jacques Pinoteau
- 1958 : Rafles sur la ville de Pierre Chenal
- 1959 : L'Amérique insolite de François Reichenbach (documentaire)

#### Années 1960
- 1960 : Me faire ça à moi de Pierre Grimblat
- 1960 : Lola de Jacques Demy
- 1960 : Chien de pique d'Yves Allégret
- 1960 : Terrain vague de Marcel Carné (cocompositeur avec Francis Lemarque)
- 1960 : Le Cœur battant de Jacques Doniol-Valcroze
- 1960 : Les portes claquent de Jacques Poitrenaud
- 1961 : Les Sept Péchés capitaux (cocompositeur avec Sacha Distel et Pierre Jansen)
- 1961 : Le cave se rebiffe de Gilles Grangier
- 1961 : Une femme est une femme de Jean-Luc Godard
- 1962 : Cléo de 5 à 7 d'Agnès Varda - également en tant qu'acteur
- 1962 : L'Empire de la nuit de Pierre Grimblat
- 1962 : Eva de Joseph Losey
- 1962 : Les Sept Péchés capitaux de Claude Chabrol et Édouard Molinaro
- 1962 : Un cœur gros comme ça de François Reichenbach
- 1962 : Retour a New York (documentaire)
- 1962 : Comme un poisson dans l'eau d'André Michel
- 1962 : Une grosse tête de Claude de Givray
- 1962 : Vivre sa vie de Jean-Luc Godard
- 1962 : L'Amérique lunaire (documentaire)
- 1962 : Histoire d'un petit garçon devenu grand
- 1962 : Le Joli Mai de Chris Marker
- 1963 : Illuminations (documentaire)
- 1963 : Le Grand Duc et l'Héritière (Love Is a Ball) de David Swift
- 1963 : La Baie des Anges de Jacques Demy
- 1964 : Les Parapluies de Cherbourg de Jacques Demy
- 1964 : Les Plus Belles Escroqueries du monde de Claude Chabrol et Jean-Luc Godard
- 1964 : Une ravissante idiote d'Édouard Molinaro
- 1964 : Bande à part de Jean-Luc Godard
- 1964 : Fascinante Amazonie
- 1964 : Les Amoureux du France (documentaire)
- 1964 : La Douceur du village (documentaire) de François Reichenbach
- 1965 : Quand passent les faisans d'Édouard Molinaro
- 1966 : Monnaie de singe d'Yves Robert
- 1966 : Qui êtes-vous, Polly Maggoo ? de William Klein
- 1966 : Tendre Voyou de Jean Becker
- 1966 : La Vie de château de Jean-Paul Rappeneau
- 1966 : The Plastic Dome of Norma Jean (en) de Juleen Compton (en)
- 1966 : Et la femme créa l'amour de Fabien Collin
- 1966 : L'An 2000
- 1966 : L'Or et le Plomb d'Alain Cuniot
- 1967 : L'Héritière de Singapour (Pretty Polly) de Guy Green
- 1967 : Bague au doigt, corde au cou (How to Save a Marriage and Ruin Your Life) de Fielder Cook
- 1967 : Les Demoiselles de Rochefort de Jacques Demy
- 1967 : Le Plus Vieux Métier du monde de Claude Autant-Lara et Mauro Bolognini
- 1968 : L'Affaire Thomas Crown (The Thomas Crown Affair) de Norman Jewison
- 1968 : Enfants de salauds (Play Dirty) d'André de Toth
- 1968 : L'Homme à la Buick de Gilles Grangier
- 1968 : Sweet November de Robert Ellis Miller
- 1968 : Destination Zebra, station polaire (Ice Station Zebra) de John Sturges
- 1969 : The Happy Ending de Richard Brooks
- 1969 : La Pince à ongles de Jean-Claude Carrière (court métrage)
- 1969 : The Picasso Summer de Robert Sallin
- 1969 : Appelez-moi Mathilde de Pierre Mondy
- 1969 : La Piscine de Jacques Deray
- 1969 : Un château en enfer (Castle Keep) de Sydney Pollack

#### Années 1970
- 1970 : Le Messager (The Go-Between) de Joseph Losey
- 1970 : Entre Dieu et la femme (Pieces of Dreams) de Daniel Haller
- 1970 : Peau d'âne de Jacques Demy
- 1970 : The Magic Garden of Stanley Sweetheart (en) de Leonard Horn (en)
- 1970 : Les Hauts de Hurlevent (Wuthering Heights) de Robert Fuest
- 1970 : La Dame dans l'auto avec des lunettes et un fusil d'Anatole Litvak
- 1971 : Le Mans de Lee H. Katzin
- 1971 : Les Mariés de l'an II de Jean-Paul Rappeneau
- 1971 : La Poudre d'escampette de Philippe de Broca
- 1971 : Un été 42 (Summer of '42) de Robert Mulligan
- 1971 : Un peu de soleil dans l'eau froide de Jacques Deray
- 1971 : La Ville bidon de Jacques Baratier
- 1972 : Le Temps d'aimer (A Time for Loving) de Christopher Miles
- 1972 : Les Feux de la Chandeleur de Serge Korber
- 1972 : Un homme est mort de Jacques Deray
- 1972 : La Vieille Fille de Jean-Pierre Blanc
- 1972 : Lady Sings the Blues de Sidney J. Furie
- 1972 : Portnoy et son complexe (en) (Portnoy's Complaint) d'Ernest Lehman :
- 1972 : La Femme sans mari (One Is a Lonely Number), de Mel Stuart
- 1973 : Maison de poupée (A Doll's House) de Joseph Losey
- 1973 : Bequest to the Nation de James Cellan Jones
- 1973 : Quarante carats (Forty Carats) de Milton Katselas
- 1973 : Flics et Voyous d'Aram Avakian
- 1973 : Breezy de Clint Eastwood
- 1973 : L'Événement le plus important depuis que l'homme a marché sur la Lune de Jacques Demy
- 1973 : Le Gang des otages d'Édouard Molinaro
- 1973 : L'Impossible Objet (Impossible Object) de John Frankenheimer
- 1973 : Les Trois Mousquetaires (The Three Musketeers) de Richard Lester
- 1974 : Our Time (en) de Peter Hyams
- 1975 : Le Merveilleux Voyage de Gulliver (en) (Gulliver's Travels) de Peter Hunt
- 1975 : Vérités et Mensonges (F for Fake) d'Orson Welles
- 1975 : Sheila Levine Is Dead and Living in New York (en) de Sidney J. Furie
- 1975 : Le Sauvage de Jean-Paul Rappeneau
- 1976 : Le Voyage de noces de Nadine Trintignant
- 1976 : Gable and Lombard de Sidney J. Furie
- 1976 : Ode to Billy Joe (en) de Max Baer Jr.
- 1976 : La Flûte à six schtroumpfs des Studios Belvision (film d'animation)
- 1977 : De l'autre côté de minuit (The Other Side of Midnight) de Charles Jarrott
- 1978 : Les Routes du sud de Joseph Losey
- 1978 : Lady Oscar de Jacques Demy
- 1978 : Mon premier amour d'Élie Chouraqui
- 1979 : Les Fabuleuses Aventures du légendaire baron de Münchhausen de Jean Image (film d'animation)

#### Années 1980
- 1980 : The Mountain Men
- 1980 : Hinotori (co-compositeur)
- 1980 : Atlantic City de Louis Malle
- 1980 : Le Chasseur (The Hunter) de Buzz Kulik
- 1981 : Au-delà de cette limite votre ticket n'est plus valable de George Kaczender
- 1981 : Les Uns et les Autres de Claude Lelouch
- 1981 : Falling in Love Again de Steven Paul (en)
- 1982 : Le Cadeau de Michel Lang
- 1982 : Qu'est-ce qui fait courir David ? d'Élie Chouraqui
- 1982 : Le Fou de l'espace (Slapstick of Another Kind) de Steven Paul (en)
- 1982 : Best Friends, de Norman Jewison
- 1983 : Il était une fois… l'Espace : la Revanche des Humanoïdes d'Albert Barillé
- 1983 : Jamais plus jamais (Never Say Never Again) d'Irvin Kershner
- 1983 : Un amour en Allemagne d'Andrzej Wajda
- 1983 : Yentl de Barbra Streisand
- 1984 : Paroles et Musique d'Élie Chouraqui
- 1984 : Train d'enfer de Roger Hanin
- 1984 : L'Étrangère (en) (Secret Places) de Zelda Barron (en)
- 1984 : Micki et Maude de Blake Edwards
- 1985 : Partir, revenir de Claude Lelouch
- 1985 : Palace d'Édouard Molinaro
- 1985 : Parking de Jacques Demy
- 1987 : Club de rencontres de Michel Lang
- 1987 : Spirale de Christopher Frank
- 1988 : La Boutique de l'orfèvre (en) (The Jeweler's Shop) de Michael Anderson
- 1988 : Scoop de Ted Kotcheff
- 1988 : Trois places pour le 26 de Jacques Demy
- 1989 : Cinq jours en juin de Michel Legrand - également scénariste et réalisateur

#### Années 1990
- 1990 : La Fuite au paradis (Fuga dal paradiso) d'Ettore Pasculli (it)
- 1990 : Gaspard et Robinson de Tony Gatlif
- 1991 : The Burning Shore
- 1991 : Dingo de Rolf De Heer
- 1993 : The Pickle de Paul Mazursky
- 1994 : Prêt-à-porter de Robert Altman
- 1995 : Aaron et le Livre des merveilles de Jaqueline Galia Benousilio et Albert Hanan Kaminski
- 1995 : Torin's Passage de Sierra On-Line
- 1995 : Les Misérables de Claude Lelouch
- 1995 : Les Enfants de Lumière de Jacques Perrin
- 1998 : Madeline de Daisy von Scherler Mayer
- 1999 : La Bûche de Danièle Thompson
- 1999 : Doggy Bag de Frédéric Comtet

#### Années 2000
- 2000 : La Bicyclette bleue de Thierry Binisti
- 2002 : And now... Ladies and Gentlemen de Claude Lelouch
- 2005 : Cavalcade de Steve Suissa
- 2006 : Paris, je t'aime de Bernardo Bertolucci et Seijun Suzuki
- 2008 : Disco de Fabien Onteniente
- 2009 : Oscar et la Dame rose de Éric-Emmanuel Schmitt

#### Années 2010
- 2013 : Max Rose de Daniel Noah
- 2015 : La Rançon de la gloire de Xavier Beauvois
- 2017 : Les Gardiennes de Xavier Beauvois
- 2018 : De l'autre côté du vent (The Other Side of the Wind) d'Orson Welles

### Télévision
- 1958 : L'Américain se détend
- 1970 : Oum le dauphin blanc de René Borg (série d'animation)
- 1970 : Brian's Song de Buzz Kulik (téléfilm)
- 1973 : The Adventures of Don Quixote (téléfilm)
- 1974 : It's Good To Be Alive (téléfilm)
- 1975 : Cage Without a Key (téléfilm)
- 1978 : Michel's Mixed Up Musical Bird (téléfilm)
- 1982 : Une femme nommée Golda (téléfilm) d'Alan Gibson
- 1982 : Le Rêve d'Icare de Jean Kerchbron
- 1982 : Il était une fois... l'Espace d'Albert Barillé (série d'animation)
- 1984 : The Jesse Owens Story (téléfilm)
- 1985 : Promises to Keep (téléfilm)
- 1986 : Il était une fois... la Vie d'Albert Barillé (série d'animation)
- 1986 : Crossings (mini-série)
- 1986 : As Summers Die (téléfilm)
- 1986 : Sins (mini-série)
- 1987 : Casanova de Simon Langton (téléfilm)
- 1990 : Not a Penny More, Not a Penny Less (mini-série)
- 1991 : La Montagna dei Diamanti (mini-série)
- 1992 : Il était une fois... les Amériques d'Albert Barillé (série d'animation)
- 1994 : Il était une fois... les Découvreurs d'Albert Barillé (série d'animation)
- 1995 : The Ring (mini-série)
- 1996 : Il était une fois... les Explorateurs d'Albert Barillé (série d'animation)
- 1996 : L'Anneau de Cassandra
- 2008 : Il était une fois... notre Terre d'Albert Barillé
- 2011 : L'amour dure 3 ans (téléfilm)

## Théâtre/Scène
- 1997 : Le Passe-muraille, opéra-bouffe en collaboration avec Didier van Cauwelaert[29],[30].
- 2011 : Liliom, ballet de John Neumeier[31],[32].
- 2014 : Dreyfus, opéra, livret de Didier van Cauwelaert d'après l'Affaire Dreyfus[33],[34].
- 2017 : Concerto pour piano[35] et Concerto pour violoncelle[36].

## Discographie

### En tant que musicien
- 1954 : Michel Legrand et son orchestre de danse - Danse (Volume 1)(EP 45 médium)
- 1954 : Michel Legrand et son orchestre de danse - Danse (Volume 2)(EP 45 médium)
- 1954 : I Love Paris
- 1955 : Michel Legrand and his Orchestra - Holiday In Rome
- 1956 : Michel Legrand et sa grande formation - Musiques de films
- 1956 : Michel Legrand and his Orchestra - Castles In Spain
- 1957 : Bonjour Paris (sous le pseudo Big Mike)
- 1958 : Legrand in Rio
- 1958 : Legrand Jazz, avec Miles Davis, Bill Evans, Paul Chambers, John Coltrane
- 1958 : The Columbia Album of Cole Porter (Volume 1)
- 1958 : The Columbia Album of Cole Porter (Volume 2)
- 1958 : De Marlène à Marilyn
- 1959 : Michel Legrand et son trio - Paris Jazz Piano, avec Guy Pedersen et Gus Wallez
- 1961 : Bravissimo
- 1962 : Broadway in my Beat
- 1963 : Rendez-vous à Paris
- 1964 : Archi-Cordes
- 1965 : Michel Legrand plays for Dancers
- 1968 : At Shelly's Manne-Hole, avec Shelly Manne et Ray Brown
- 1969 : Bud Shank plays Michel Legrand
- 1971 : Communications '72, avec Stan Getz
- 1975 : Images, avec Phil Woods
- 1979 : Les Parapluies de Cherbourg Suite Symphonique/Thèmes & Variations for two pianos & Orchestra[37]
- 1979 : Le Jazz Grand, avec Gerry Mulligan
- 1983 : After the Rain, avec Phil Woods
- 1992 : Magic, avec Kiri Te Kanawa (chant), Michel Legrand (piano, arrangements et direction d'orchestre)
- 1993 : Erik Satie By Michel Legrand
- 1995 : Harpe et orchestre (Les Parapluies de Cherbourg, Un été 42, Le Messager, Yentl), avec Catherine Michel (harpe), Michel Legrand (clavecin, arrangements et direction d'orchestre)
- 1999 : Legrand Big Band
- 2008 : Nicolas Folmer plays Michel Legrand, avec Nicolas Folmer
- 2017 : Between Yesterday and Tomorrow, avec Natalie Dessay

### En tant qu'arrangeur
- 1998 : Les Moulins de mon cœur avec Maurice André à la trompette, CD EMI Classics
- 2011 : Noël ! Noël !! Noël !!!

### En tant que chanteur
- Les Moulins de mon cœur
- Avant le Jazz
- La Valse des Lilas
- Brûl' pas tes doigts
- Quand ça balance
- Paris Violon
- Elle a… Elle a pas…
- Les Enfants qui pleurent
- Soleil à vendre
- Comme elle est longue à mourir ma jeunesse
- Pourquoi ?
- Où vont les ballons ?
- Les Grands Musiciens
- Celui-là[38]
- Sérénade du XXe siècle
- 1789
- Besoin de rien
- Les Grands Musiciens
- Qui es-tu?
- Trombones, Guitares et Cie
- Et si demain (avec Nana Mouskouri)
- Quand on s'aime (avec Nana Mouskouri)
- La Partie de tennis
- 1964
- Oum le dauphin

## Autres travaux
- 1964 : indicatif de RTL[39],[40]
- 1970 : musique de scène de Jarry sur la butte d'après les œuvres complètes d'Alfred Jarry, mise en scène Jean-Louis Barrault, Élysée-Montmartre
- 1985 : album Je suis heureux dans lequel il enregistre pour Jacques Canetti la chanson L'amour me protège. Cet album est dédié à Lucienne Canetti, sa femme, disparue quatre ans auparavant, les profits sont versés à l'institut Gustave-Roussy de Villejuif.
- 1994 : Michel Legrand apparaît dans la série télévisée d'animation Il était une fois… les Découvreurs (épisode 19 : intitulé Marconi et les ondes), dont il a composé la bande son (accompagnement musical et chanson du générique).

## Publication
En 2013, Michel Legrand écrit avec Stéphane Lerouge, spécialiste de la musique au cinéma, sa première autobiographie, Rien n'est grave dans les aigus, où il évoque de manière libre et non chronologique sa formation, ses rencontres, ses choix de parcours, son goût pour la musique au pluriel.
En 2018, ce livre est réédité et complété sous le titre J'ai le regret de vous dire oui.

## Distinctions

### Décorations
- Officier de l'ordre des Arts et des Lettres
- Officier de l'ordre national du Mérite
- Commandeur de la Légion d'honneur (2015). Il fut officier en 2005[41].

### Récompenses
- Golden Globes 1969 : Meilleure chanson originale pour The Windmills of Your Mind dans L'Affaire Thomas Crown
- Oscars 1969 : Meilleure chanson originale pour The Windmills of Your Mind dans L'Affaire Thomas Crown

- BAFA 1972 : Meilleure musique de film pour Un été 42
- Oscars 1972 : Meilleure musique de film pour Un été 42

- Apex[Quoi ?] 1982 : Musique originale (comédie) pour Best Friends

- Apex[Quoi ?] 1983 :
  - Chanson originale (drame) pour The Way He Makes Me Feel dans Yentl
  - Chanson originale de trame/adaptation/compilation (drame) pour Yentl
- Fennecus[Quoi ?] 1983 :
  - Meilleure partition de chansons originale ou adaptée pour Yentl
  - Chanson originale pour The Way He Makes Me Feel dans Yentl

- Oscars 1984 : Meilleure adaptation musicale pour Yentl

- Molières 1997 : Molière du spectacle musical pour Le Passe-muraille

- Henry Mancini Awards 1998 (ASCAP) pour Le Passe-muraille

- Aigle d'or 2002 : Contribution exceptionnelle au cinéma mondial

- Félix 2009 : Album de l'année - jazz interprétation

- Prix littéraire du syndicat français de la critique de cinéma 2013 : Rien n'est grave dans les aigus
- Trophée d'honneur de la comédie musicale en 2018 pour l'ensemble de sa carrière

### Nominations
- Grammy Awards 1966 : Meilleure partition originale écrite pour un film ou une émission télé pour Les Parapluies de Cherbourg

- Golden Globes 1969 : Meilleure musique de film pour L'Affaire Thomas Crown
- Oscars 1969 :
  - Meilleure musique de film pour L'Affaire Thomas Crown
  - Meilleure adaptation musicale pour Les Demoiselles de Rochefort

- BAFA 1970 : Meilleure musique de film pour L'Affaire Thomas Crown
- Golden Globes 1970 :
  - Meilleure musique de film pour The Happy Ending
  - Meilleure chanson pour What Are You Doing for the Rest of Your Life? dans The Happy Ending
- Oscars 1970 : Meilleure chanson originale pour What Are You Doing for the Rest of Your Life? dans The Happy Ending

- Golden Globes 1971 :
  - Meilleure musique de film pour Les Hauts de Hurlevent
  - Meilleure chanson originale pour Pieces of Dreams dans Pieces of Dreams
- Oscars 1971 : Meilleure chanson originale pour Pieces of Dreams dans Pieces of Dreams

- Golden Globes 1972 : Meilleure musique de film pour Un été 42 et Le Mans
- Primetime Emmy Awards 1972 : Meilleure musique pour une mini-série ou épisode spécial pour Brian's Song

- Golden Globes 1973 : Meilleure musique de film pour Lady Sings the Blues

- Golden Globes 1974 :
  - Meilleure musique de film pour Breezy
  - Meilleure chanson originale pour Breezy's Song dans Breezy

- BAFA 1975 : Meilleure musique de film pour Les Trois Mousquetaires
- Grammy Awards 1975 : Meilleur album d'une partition originale écrite pour un film pour Les Trois Mousquetaires

- César 1981 : Meilleure musique de film pour Atlantic City
- Golden Globes 1981 : Meilleure chanson originale pour Yesterday's Dreams dans Falling in Love Again

- César 1982 : Meilleure musique de film pour Les Uns et les Autres avec Francis Lai
- Primetime Emmy Awards 1982 : Meilleure musique pour une mini-série ou épisode spécial : Une femme nommée Golda

- Oscars 1983 : Meilleure chanson originale pour How Do You Keep the Music Playing? dans Best Friends

- Golden Globes 1984 :
  - Meilleure musique de film pour Yentl
  - Meilleure chanson originale pour The Way He Makes Me Feel dans Yentl
- 1984 : Meilleure chanson originale pour Papa, Can You Hear Me? et The Way He Makes Me Feel dans Yentl

- César 1985 : Meilleure musique de film pour Paroles et Musique
- Grammy Awards 1985 : Meilleur album d'une partition instrumentale écrite pour un film ou une émission télé pour Yentl

- Australian Film Institute Awards 1991 : Meilleure trame originale de film pour Dingo

- Tony Awards 2003 : Meilleure partition originale pour Amour (Le Passe-muraille)
- Drama Desk Awards 2003 : Partition originale exceptionnelle (Outstanding Original Score) pour Amour

### Hommages et reconnaissances diverses
Jacques Demy, obtenant la Palme d'or au Festival de Cannes 1964 pour Les Parapluies de Cherbourg, tient à la recevoir avec Michel Legrand, indissociable du projet avec sa musique et ses dialogues intégralement chantés,.
L'astéroïde (31201) Michellegrand, découvert en 1998, est nommé en son honneur.
Le 5 décembre 2007, la faculté de musique de l'université de Montréal, au Québec, lui décerne un doctorat honorifique visant à souligner le caractère exceptionnel de sa carrière.
À l'occasion de ses cinquante ans de carrière, début 2009, un hommage lui est rendu à la Cinémathèque française à Paris, avec la projection de la plupart des films dont il a écrit la partition. Il donne également pour l'occasion trois concerts salle Pleyel et accorde de multiples interviews à la radio et la télévision.
À la suite de sa mort, de nombreux artistes ont repris un de ses plus grands succès, Les Moulins de mon cœur.
Le 21 septembre 2019, la passerelle Michel-Legrand est inaugurée à Cherbourg-en-Cotentin en présence de Macha Méril. Elle traverse le bassin du Commerce et est située non loin de la place Jacques-Demy.
Le 26 février 2024, La Poste française émet un timbre-poste pour le cinquième anniversaire de sa mort, avec présentation en avant-première le 12 décembre 2023 à Paris en présence d'un de ses deux fils, le chanteur Benjamin Legrand, et de sa seconde épouse Macha Méril. À partir d'une photographie de Jean-Pierre Leloir, l'illustrateur Mathieu Persan a représenté le chef d'orchestre jeune, regardant la partition tout en tenant haut sa baguette ; de la partition jaillissent de la lumière et des notes de musique l'illuminant. La vente premier jour de ce timbre a lieu les 23 et 24 février dans deux villes rappelant des films mis en musique par Legrand : Cherbourg pour Les Parapluies de Cherbourg et Rochefort pour Les Demoiselles de Rochefort.

### Documentaires
- 2018 : Michel Legrand, sans demi-mesure, réalisé par Gregory Monro.
- 2024 : Il était une fois Michel Legrand, réalisé par David Hertzog Dessites[48].